# America Vera Zavala

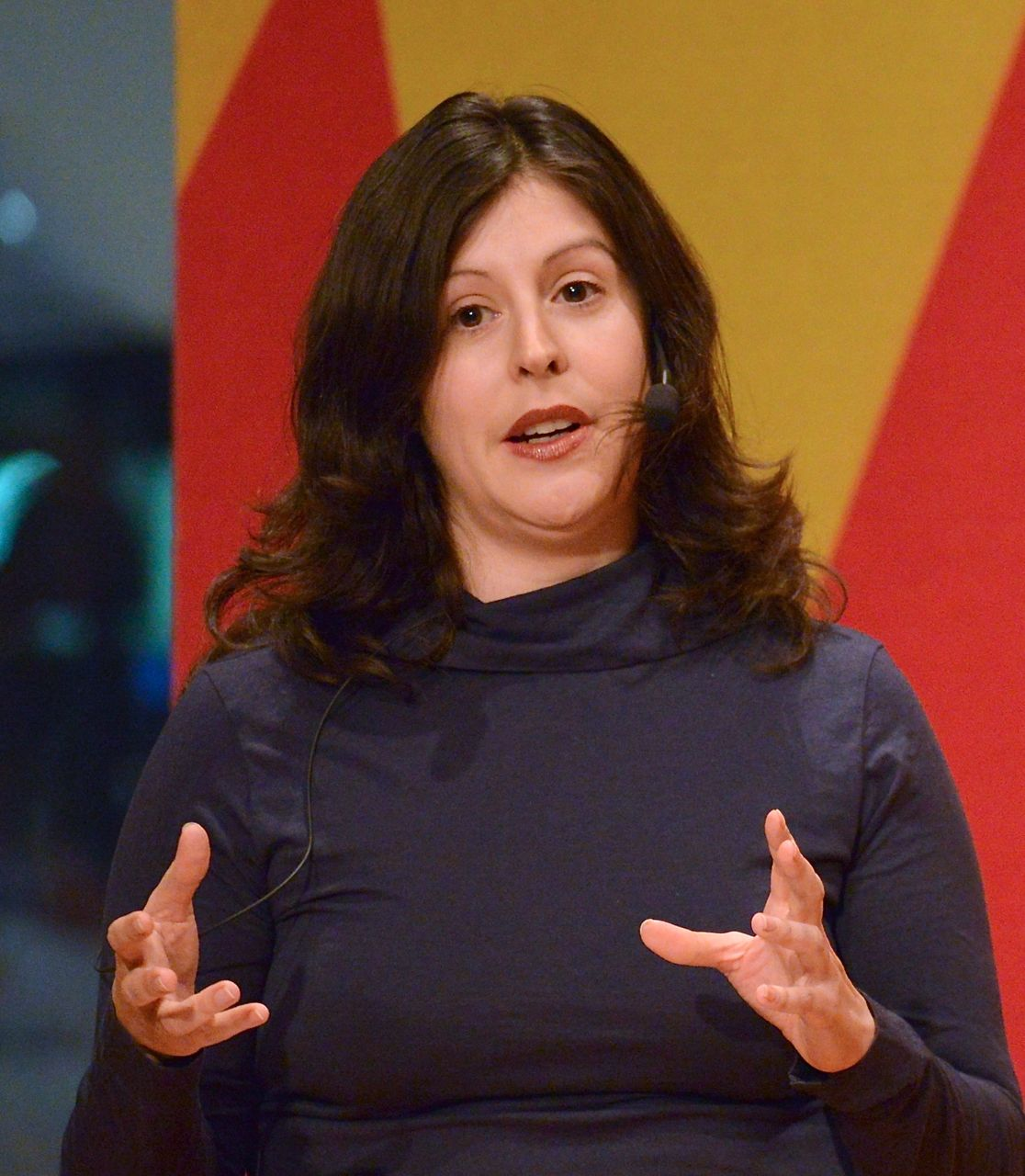
Vera-Zavala (2014)

America Vera Zavala ( * Rumania, 16 de enero de 1976 - ) es una escritora y política sueca de ascendencia chileno-peruana. Es miembro del Partido de Izquierda Sueca y se autodenomina comunista. Milita en el "Movimiento de Justicia Global" y fue una de las fundadoras de la sección sueca de ATTAC (Association pour la Taxation des Transactions pour l'Aide aux Citoyens) en 2001.
Vera-Zavala nació en Rumania. Es hija del director de cine chileno Luis R. Vera y su esposa peruana María Rosario Zavala.
Su familia emigró a Suecia cuando ella era pequeña durante el exilio de su padre por la dictadura de Augusto Pinochet en Chile. Creció en Åkersberga, un suburbio al norte de Estocolmo.
En 1993 ella comenzó a militar políticamente en la Juventud de Izquierda Sueca, el ala joven del Partido de la Izquierda donde ella alcanzó el cargo de vicepresidente durante algún tiempo. Ella debió vivir en Bruselas durante cuatro años, trabajando como un asistente del Partido de Izquierda en el Parlamento europeo.
Vera-Zavala ha escrito principalmente en el campo de la participación democrática y la globalización. Ha cescrito dos libros junto con el escritor sueco Johan Norberg.